# SimAnt
SimAnt: The Electronic Ant Colony és un videojoc de simulació de vida dissenyat per Will Wright, i publicat per Maxis el 1991.
A SimAnt, el jugador realitza la funció d'una formiga dins de la colònia de formigues negres d'un jardí. La colònia ha de lluitar contra les formigues vermelles, amb l'objectiu final d'estendre's per tot el jardí, expulsar les formigues vermelles i els humans propietaris de la casa. En aquest sentit, el joc SimAnt difereix d'altres jocs de Will Wright, els quals no tenen final ni condicions de victòria. Va ser publicat per a IBM PC, Amiga, Macintosh, i Super NES. La versió de Super NES hi afegeix vuit escenaris, cadascun amb perills diferents.
El 1992 va ser distingit com a millor joc de simulació als guardons de la Software Publishers Association.
SimAnt es va tornar a publicar el 1993 dins de la compilació SimClassics Volum 1, conjuntament amb SimCity Classic i SimLife, per a PC, Mac i Amiga. El 1996 SimAnt fou publicat de nou dins de la col·lecció Maxis Collector Series, amb compatibilitat amb Windows 95 millorada.
Will Wright es va inspirar en els estudis d'E.O.Wilson sobre les colònies de formigues. A més a més, afirma que va tenir la idea del joc The Sims mentre treballava en SimAnt.

## Característiques
El jugador té el control directe d'una formiga, destacada en color groc, i pot canviar a qualsevol altra en tot moment, fent doble clic sobre la formiga desitjada o bé triant l'opció corresponent del menú de la formiga groga. Aquesta pot agafar aliments i còdols, exercir la trophallaxis (rebre menjar regurgitat de formigues amistoses), i atacar a formigues enemigues.
La formiga groga pot influir en el comportament d'altres formigues negres, per exemple deixant rastres de feromones que menen a aliments, o ordenant a altres formigues que la segueixin. Els grups de formigues poden atacar i matar enemics més grossos, com aranyes, erugues, i formigues lleó. Els perills naturals inclouen les trepitjades humanes, els endolls, l'insecticida, les aranyes, les formigues lleó, el tallagespa, i la pluja, la qual esbandeix els rastres de feromones i pot inundar els formiguers.
SimAnt consta de tres modes de joc: Joc Ràpid, Joc Complet, i Joc Experimental.
- En el Joc Ràpid, el jugador estableix una colònia de formigues negres en una petita regió del jardí. L'ordinador adversari estableix un colònia de formigues vermelles en el mateix lloc. El Joc Ràpid és guanyat o perdut quan la colònia vermella o negra dins de la regió és derrotada.

- En el Joc Complet, el jugador comença amb una colònia en una regió del mapa. El jugador s'estén a altres regions produint reines joves i borinots per tal que s'aparellin i formin nous formiguers. El joc es perd si les colònies negres són eliminades, i es guanya quan les colònies vermelles són eliminades i els éssers humans són expulsats de la casa.

- El mode de Joc Experimental és semblant al mode Ràpid, exceptuant que el jugador també pot controlar les formigues vermelles i les aranyes, i té accés a un conjunt d'eines experimentals. Aquestes permeten al jugador col·locar rastres de feromones, laberints, roques, formigues, pesticides i menjar.

## Rebuda
D'acord amb les dades estadístiques de la Software Publisher's Association, més de 100,000 còpies de la versió d'ordinador s'havien venut el 10 d'abril de 1992.
Va ser ressenyat el 1992 al número 178 de la revista Dragon, amb una puntuació de 5 sobre 5 estrelles. La publicació Computer Gaming World va declarar que "els jugadors que cerquen simulació estratègica no-lineal, no convencional i provocativa trobaran una mina a SimAnt. El joc és fàcil d'entrar-hi, és estimulant, divertit, i sempre més desafiant... Els estudiants l'adoraran".
La revista GamePro el va designar joc educatiu de l'any, qualificant-lo com "una combinació deliciosa de simulació, estratègia, i aventura."